# Darbareye Elly
Darbareye Elly (درباره الی; Engels: About Elly) is een Iraanse film uit 2009, geschreven en geregisseerd door Asghar Farhadi.

## Verhaal
Een groep vrienden uit de Iraanse middenklasse gaan samen op een driedaagse vakantie aan de Kaspische Zee. De groep bestaat uit drie koppels die elkaar leren kennen hebben op de rechtenfaculteit van de universiteit. Het zijn Sepideh en haar man Amir, met een jonge dochter, Shohreh en haar man Peyman met twee kinderen en Nazy en haar man Manuchehr. De trip werd gepland door Sepedih, die ook Elly, de kleuterleidster van haar dochter meebrengt om Ahmad, een gescheiden vriend uit Duitsland te leren kennen. De woning aan de zee blijkt niet meer beschikbaar en ze moeten in plaats daarvan naar een verlaten strandvilla waar geen telefoonbereik is. Elly voelt zich aangetrokken tot Ahmad maar Sepedih heeft niet de volledige waarheid over haar verteld. Er wordt aan Elly gevraagd om op de kinderen te letten op het strand maar wanneer de moeders later terugkomen vinden ze Arash, het zoontje van Shoreh en Peyman drijvend in de zee en is Elly vermist. Arash kan gereanimeerd worden en de politie begint een onderzoek.

## Rolverdeling
| Acteur              | Personage  |
| ------------------- | ---------- |
| Shahab Hosseini     | Ahmad      |
| Golshifteh Farahani | Sepedih    |
| Taraneh Alidoosti   | Elly       |
| Mani Haghighi       | Amir       |
| Merila Zarei        | Shoreh     |
| Peyman Moaadi       | Peyman     |
| Ahmad Mehranfar     | Manouchehr |
| Rana Azadivar       | Nazzie     |
| Saber Abar          | Ali-Reza   |

## Prijzen en nominaties
De film werd geselecteerd als Iraanse inzending voor de beste niet-Engelstalige film voor de 82ste Oscaruitreiking. Asghar Farhadi won de Zilveren Beer voor beste regisseur op het 59e Filmfestival van Berlijn en de film werd genomineerd voor 10 prijzen op het Fajr International Film Festival.